# Jozef Tkáč
Jozef Tkáč (* 16. června 1950) je slovenský podnikatel, prezident J&T Finance Group, bývalý ředitel Investiční a rozvojové banky. Spoluzaložil J&T Banku. Jeho synem je podnikatel Patrik Tkáč.

## Život
Narodil se 16. června 1950 na Slovensku v Bratislavě.
V osmdesátých letech pracoval ve Státní bance československé, v devadesátých letech se poté stal ředitelem Investiční a rozvojové banky na Slovensku.
Pomáhal také svému synovi Patrikovi Tkáčovi a jeho společníkovi Ivanu Jakabovičovi zakládat skupinu J&T.
Když odešel z Investiční a rozvojové banky tak se spojil se svým synem v J&T.

## Podnikatelské aktivity
Jozef Tkáč je předsedou představenstva česko-slovenské finanční skupiny J&T Finance Group, v níž také akcionářsky reprezentuje rodinu Tkáčů s podílem 45,05%.